# 80 Sapfo
80 Sapfo (mednarodno ime 80 Sappho, atiška grščina starogrško Σαπφώ: Sapfó) je velik asteroid tipa S v glavnem asteroidnem pasu. 

## Odkritje
Asteroid je odkril Norman Robert Pogson (1829 – 1891) 2. maja 1864.. Asteroid je poimenovan po antični grški pesnici Sapfo.

## Lastnosti
Asteroid Sapfo obkroži Sonce v 3,48 letih. Njegova tirnica ima izsrednost 0,200, nagnjena pa je za 8,664° proti ekliptiki. Njegov premer je 78,4 km, okrog svoje osi pa se zavrti v 14,030 urah .